# 倫巴底宮
倫巴底宮（義大利語：Palazzo Lombardia）是位於義大利米蘭的高層建築，共43層，高161米（528英尺）。該建築位於米蘭市中心西北部的米蘭中央商務區，為倫巴第大區政府的主要所在地。2010年竣工時曾短暫成為義大利最高建築，直到2011年被同樣位於米蘭的裕信银行大楼超越。
2012年，該建築榮獲國際建築獎最佳新全球設計獎。